# ファイナルデッドコール 暗闇にベルが鳴る
『ファイナルデッドコール 暗闇にベルが鳴る』（原題：Black Christmas）は、2006年に制作されたホラー映画。1974年のオリヴィア・ハッセー主演『暗闇にベルが鳴る』をリメイクした作品で、日本では劇場公開されなかったが制作から5年後にDVDが販売された。監督はグレン・モーガン。

## あらすじ
クリスマスの夜女子寮に集まる女子たちのうちクレアが消えて、そのあとクレアの携帯から「俺の家から出ていけ！」と電話が掛かってきて、そこにいたケリーやヘザー、メリッサたちは最初はただのイタズラだと思っていたが、次第に次から次へと女子大生たちが殺されていき…。

## キャスト
※括弧内は日本語吹き替え声優
- ケリー・プレスリー（英語版） ：ケイティ・キャシディ（筒井絵理奈)
- メリッサ・キッド：ミシェル・トラクテンバーグ（上村香菜子）
- クレア：リーラ・サバスタ（英語版）
- ヘザー・リー＝フィッツジェラルド：メアリー・エリザベス・ウィンステッド
- ダナ：レイシー・シャベール
- カイル：オリヴァー・ハドソン
- ローレン：クリスタル・ロウ (後藤香織)
- リー：クリステン・クローク（英語版）（御崎真美）
- ミーガン：ジェシカ・ハーモン (松野まりあ)
- ビリー（英語版）：ロバート・マン